# Пепо (пьеса)
«Пепо» — комедийная пьеса Габриеля Сундукяна, написанная в 1870 году и состоящая из трёх действий. В пьесе отражен конфликт между двумя противоборствующими социальными классами, буржуазией и народными массами. Праведные герои обладают высоким достоинством и высокими моральными качествами. Образ главного героя Пепо является воплощением справедливого народа. «Пепо» — это драма целого социального класса. Первое театральное представление состоялось 29 апреля 1871 года в Тифлисе.

## Предыстория
По словам Сундукяна, идея написать такую комедию возникла после просмотра пьесы Никогайоса Пугиняна «Куда бы ты ни пошел, ты должна жениться». Об этом Сундукян писал в предисловии к «Пепо». Идея, вложенная в образ Шамира, главного героя комедии Пугиняна, заключается в том, чтобы не терпеть позора, добиваясь цели любой ценой, что нашло отражение в произведении Сундукяна в сюжетной линии Пепо. Сундукян использовал хулигана Шамира, смекалистого, веселого и смешного, для создания своего главного героя. Найдя типичную конфликтную ситуацию жизни Пепо, Сундукяну становится легче строить сюжет пьесы.
«Пепо» изначально задумывался как легкая комедия, близкая по художественному оформлению к работе Пугиняна. Есть сходство и в характере Эфемии Сундакяна с Доримией Пугиняна. По возрасту и финансам они обе похожи и ведут роскошную жизнь. В конечном итоге Сундукян не создает задуманной забавной комедии. Образ жесткого и грубого «кинто», решающего все кулаками, сменяется благородным Пепо. Запроектированный сюжет позволил вместо однострочного образа мелкого торговца создать более художественно-социального героя. В то же время конфликт в пьесе позволял связываться с более глубокими социальными явлениями, отношениями, психологией.

## Сюжет и анализ
Пьеса состоит из трех действий, первое из которых и последнее исполняется в доме Пепо, а второе — в доме Зимзимова. Действия, в свою очередь, делятся на сцены. Действие происходит в Тифлисе в 1870-х годах.
Кекел, сестру главного героя, только-только засватали, пообещав жениху сто туманов, то есть приданое в тысячу рублей. Покойный отец Пепо позаимствовал эти деньги Зимзимову, но вексель, подтверждающий долг, был утерян. Зимзимов наличие долга отрицает, и в конечном итоге жених отказывает Кекел в женитьбе, потому что не получил приданого. Это был большой позор для Кекел и её родственников.
Происходит столкновение между Пепо и Зимзимовым. Последний грозит главному герою тюрьмой по обвинению в клевете. Однако подтверждающая долг бумага находится, и Зимзимов начинает пытаться помириться с Пепо, чтобы избежать позора, обещая вернуть в несколько раз больше денег, чем был сам долг. Но Пепо не хочет мириться. Он предпочитает сесть в тюрьму, чтобы отомстить Зимзимову за всех, кого он обманул. Пепо понимает, что он не одинок, и Зимзимов ограбил сотен таких же людей. Он хочет во что бы то ни стало раскрыть истинное лицо лживого торговца.
При анализе «Пепо» в литературоведении обычно акцентируют внимание на социальной природе пьесы, оставляя в стороне её психологическую сторону. Однако Сундукян смог провести в Пепо глубокий психологический анализ, применив этот метод практически ко всем героям комедии и ключевым событиям. Анализируя вьесу, Ваан Терян акцентировал внимание именно на психологической стороне пьесы.
Драма, разворачивающаяся вокруг Кекел — лишь часть трагедии её семьи. Но ядром пьесы является персонаж Пепо и в социальном, и психологическом плане. Пепо был единственным мужчиной в семье, единственной надеждой матери и сестры, единственной опорой семьи. Он был обязан обеспечить семью и выдать замуж свою единственную сестру. Через это Сундукян попытался развернуть психологическую драму бессильного, но благородного Пепо. Чувство долга и невозможности его выполнить создает внутри Пепо острый психологический конфликт. Счастливый, беззаботный рыбак, представленный в начале комедии, преображается, приобретает глубокий психологический драматизм. Бывший свободный человек теперь сталкивается с реальностью общественной самооценки и самопознания. Он должен денег за приданое своей сестры, но не в состоянии выплатить его и получает постановление суда отправить его в тюрьму. Все это унижает достоинство Пепо и попирает его веру. Он начинает удивляться несправедливости в мире, осознавая собственную честность и нищету.
Пепо впадает в тяжелые психологические переживания. Но случайное появление документа, подтверждающего его правоту, выводит Пепо из депрессии, его образ приобретает новое качество, отличное от прежнего. После страданий Пепо стремится восстановить справедливость и вытащить на чистую воду обманщика Зимзимова. Пепо вроде бы верит в победу справедливости, но на самом деле все обстоит иначе.

### Главный герой
Ни в одной из пьес, предшествовавших «Пепо», Сундукян не сделал простого рабочего человека главным героем произведения. В первых комедиях Сундукяна нет персонажей, принадлежащих к этому социальному классу. Герои в предыдущих пьесах были больше купцами, молодые выпускниками университетов, дворяне и так далее. Пепо — это первая работа Сундукяна, где основной сюжет вращается только вокруг обычного люда.
Изначально Сундукяна не интересовало, кто такой Пепо по профессии, как он выглядит и т. д. Ключом было культивирование Пепо, что говорило о нелегкой и горькой судьбе героя. Он хорошо представлял себе положение земледельца, так как в 1865 г. являлся одним из идеологов восстания тифлисских союзников. Поддержка чернорабочих выражалась в том, что Сундукян при написании свитков подписался как «Хамал», то есть чернорабочий. Выбрав конфликтующие стороны пьесы из противоположных социальных слоев, Сундукян представил общественный строй того времени. В монологах Пепо можно найти строки, выражающие радость и восторг от любимого занятия. Но, несмотря ни на что, Пепо и ему подобные люди были угнетены обществом и лишены всякиз гражданских прав. Пепо был честен, он не мог себе позволить обманывать, грабить, накапливать богатство, и таким образом, у него не было никакой власти. Сундукян показывает поляризованную реальность, где с одной стороны готовые на все скупые зимзимовы, с другой — их жертвы в лице Пепо, Кекел и их матери Шушан. Сундукян приписывает последним те ценности, как то: совесть, честность и доброта, которых не хватало зимзимовым.
Сундукян не представил в своем произведении исторические закономерности социально-экономического развития, обусловившие описанное настоящее. Он больше сосредоточился на личности, немного идеализируя, создавая в ней совершенного человека.
Неизвестно, был ли у Сундукяна прототип Пепо при написании пьесы (помимо главного героя произведения Никогойоса Пугиняна). Сундукян, однако, ответил, что Пепо совершенно независим от виденных им в разное время бездушных, трудолюбивых кинто; также он сравнил себя с Пепо.

В «Пепо» я Пепо в виде простого кинто… Те самые резкие выражения, которые Пепо говорит Зимзимову, невозможны, но я сказал своему оппоненту в присутствии свидетелей, прежде чем написать «Пепо»
Габриел Сундукян, предисловие к пьесе «Пепо»

При создании Пепо автор сосредоточился на основном содержании пьесы, его меньше интересовали внешний вид и обстоятельства. Этого можно понять, приняв во внимание несколько фактов. Во-первых, в рукописи пьесы раздел «Действующие лица» помещен значительно позже начала. Потом при написании комедии у Сундукяна были некоторые шероховатости: история существования купюры и её утраты изначально не существовала. Только тогда, почувствовав в этом необходимость, Сундукян преобразовал сцену разговора Пепо и Какулу так, что можно было бы добавить историю о долге. Сундукян четко не решил, каким будет найден документ о долге Зимзимова. Его интересовало только то, что эта бумана должна быть найдена, то есть только принципиальная сторона. И, наконец, обширные и точные примечания в печатном тексте «Пепо» — результат будущей работы автора. В первоначальной рукописи «Пепо» они очень короткие. О том, как выглядел сам Пепо автор узнал гораздо позже, уже после написания пьесы.

### Конец
Пьеса заканчивается тем, что Эоване, не достигший своей цели, угрожает Пепо и уходит. Последние слова Эовоне, кажется, останавливают борьбу Пепо за честность и справедливость, оставляя чувство беспокойства и сожаления о судьбе Пепо. Таким же образом был выражен образ Пепо в исполнении Чмшкяна. В первоначальной концовке у Пепо не было того ощущения победы, которое характерно для второй. Однако первая не удовлетворила Сундукяна. Во второй концовке он немного идеализирует героя, где Пепо гордится победой «верной справедливости» и человечности. У. Арутюнян писал, что этот второй финал зрители всегда принимали с большим энтузиазмом.

## В культуре

### Театральные постановки
Первый спектакль по пьесе состоялся 29 апреля 1871 г. и прошёл с успехом (публика бурными аплодисментами пригласила автора на сцену и не отпускала его около получаса). Актёром Пепо был известный актёр Гор Чмшкян. В период 1874-75 годов спектакль был представлен в Тифлисе на русском языке, в том же сезоне пьеса была повторена в Москве. В октябре 1874 г. был поставлен на грузинском языке в Кутаисе в исполнении Ан. Курцелидзе и Кетеван Арамян, и с тех пор шёл в различных театрах Грузии. В начале XX века «Пепо» был поставлен в Тебризе на татарском языке. Позже спектакль был повторно поставлен на азербайджанском языке в Баку и стал одним спектаклей азербайджанского театра.
Национальный академический театр Габриеля Сундукяна открылся 25 января 1922 года в Эривани как первый государственный театр, первым спектаклем, поставленным на сцене был «Пепо». 13 декабря 2016 года театр Сундукяна вновь открыл свои двери после ремонта снова спектаклем «Пепо».

### Фильм
Сценарий создан по сюжету Пепо, первого армянского звукового фильма. Премьера состоялась 15 июня 1935 года, режиссёр — Амо Бекназарян. Пепо сыграл Грачья Нерсисян, а Зимзимова — Авет Аветисян. Продолжительность фильма составляет 88 минут.

### Статуя
В Ереване есть статуя, посвященная Пепо. Она расположена в Английском парке Еревана, между улицами Мовсеса Хоренаци и Григора Лусаворича. Архитектор статуи — Марк Григорян, скульптор — народный художник СССР Григор Агаронян.